# Peter Berg
Pour les articles homonymes, voir Peter Berg (écrivain) et Berg.
Peter Berg est un réalisateur, acteur, producteur et scénariste américain, né le 11 mars 1964 à New York.

## Biographie
Diplômé d'art dramatique au Macalester College de Minneapolis. Ayant très tôt la possibilité de travailler à la fois au cinéma et à la télévision, il multiplie les petits rôles. On le retrouve ainsi dans l'horrifique Shocker de Wes Craven et dans le film policier Cop Land de James Mangold.
À la télévision, il se fait connaitre pour son rôle du docteur Billy Kronk dans la série Chicago Hope : La Vie à tout prix et il est également le créateur de la série Friday Night Lights avec Kyle Chandler.
Puis il met en scène son premier long métrage, la comédie noire Very Bad Things avec Christian Slater et Cameron Diaz.
Puis il continue dans la réalisation ou il dirige Dwayne Johnson et Christopher Walken dans Bienvenue dans la Jungle, Jamie Foxx et Jennifer Garner dans Le Royaume, Will Smith et Charlize Theron dans Hancock, Taylor Kitsch et Liam Neeson dans Battleship ou encore Mark Wahlberg dans Du sang et des larmes.
Il continue à jouer les acteurs, il apparait dans deux épisodes de la série Alias et il participe aux films Collatéral de Michael Mann, Mi$e à prix de Joe Carnahan et Lions et Agneaux de Robert Redford.

## Filmographie

### Réalisateur

#### Cinéma
- 1998 : Very Bad Things
- 2003 : Bienvenue dans la Jungle (The Rundown)
- 2004 : Friday Night Lights
- 2007 : Le Royaume (The Kingdom)
- 2008 : Hancock
- 2012 : Battleship
- 2013 : Du sang et des larmes (Lone Survivor)
- 2016 : Deepwater (Deepwater Horizon)
- 2016 : Traque à Boston (Patriots Day)
- 2018 : 22 Miles (Mile 22)
- 2020 : Spenser Confidential

#### Télévision
- 1994 : Chicago Hope : La Vie à tout prix (Chicago Hope)
- 2000 : Wonderland
- 2002 : Alias
- 2008 : Friday Night Lights
- 2009 : Virtuality (téléfilm)
- 2009 : 30 for 30
- 2014 : The Leftovers
- 2015 : Ballers
- 2023 : Painkiller
- 2025 : À l'aube de l'Amérique (American Primeval)

#### Clips musicaux
- 2008 : Keeps Gettin' Better de Christina Aguilera
- 2014 : Maps de Maroon 5

### Acteur

#### Cinéma
- 1988 : Never on Tuesday d'Adam Rifkin : Eddie
- 1988 : Appel d'urgence (Miracle Mile) de Steve De Jarnatt : un musicien dans l'orchestre
- 1989 : Shocker de Wes Craven : Jonathan Parker
- 1989 : Going Overboard de Valerie Breiman : Mort Ginsberg
- 1989 : Tale of Two Sisters (en) d'Adam Rifkin : Le jardinier
- 1989 : Les Années copain (Heart of Dixie) de Martin Davidson : Jenks
- 1989 : Race for Glory (en) de Rocky Lang : Chris
- 1990 : Genuine Risk de Kurt Voss : Henry
- 1991 : Crooked Hearts de Michael Bortman (de) : Tom
- 1991 : Chérie, ne m'attends pas pour dîner (Late for Dinner) de W. D. Richter : Frank Lovegren
- 1992 : Section 44 (A Midnight Clear) de Keith Gordon : Bud Miller
- 1993 : Visiteurs extraterrestres (Fire in the Sky) de Robert Lieberman : David Whitlock
- 1993 : Aspen Extreme de Patrick Hasburgh (en) : Dexter Rutecki
- 1994 : Last Seduction (The Last Seduction) de John Dahl : Mike Swale
- 1994 : F.T.W. de Michael Karbelnikoff : Clem Stuart
- 1994 : Unveiled de William Cole : Un trafiquant de drogue
- 1995 : Across the Moon de Lisa Gottlieb (en) : Lyle
- 1996 : Girl 6 de Spike Lee : Bob
- 1996 : La Couleur de l'arnaque (The Great White Hype) de Reginald Hudlin : Terry Conklin
- 1997 : Cop Land de James Mangold : Joey Randone
- 1999 : Dill Scallion (en) de Jordan Brady : Nate Clumson
- 2001 : Corky Romano de Rob Pritts : Paulie Romano
- 2004 : Collatéral (Collateral) de Michael Mann : Richard Weidner
- 2007 : Mi$e à prix (Smokin' Aces) de Joe Carnahan : Pete Deeks
- 2007 : Le Royaume (The Kingdom) de lui-même : Un agent du FBI
- 2007 : Lions et Agneaux (Lions for Lambs) de Robert Redford : Lieutenant colonel Falco
- 2012 : Battleship de lui-même : Un soldat
- 2016 : Deepwater de lui-même : Mr Skip
- 2016 : Traque à Boston (Patriots Day) de lui-même : L'homme qui ouvre la porte du MIT
- 2018 : 22 Miles (Mile 22) de lui-même : Lucas

#### Télévision

##### Séries télévisées
- 1988 : 21 Jump Street : Jérôme Sawyer
- 1988 : Ohara (en) : Todd Butler
- 1995 : Fallen Angels : Augie / Joe Wales
- 1995 - 1999 : Chicago Hope : La Vie à tout prix (Chicago Hope) : Dr Billy Kronk
- 1996 : Une fille à scandales (The Naked Truth) : David
- 2002 : Alias : Noah Hicks
- 2002 : Un gars du Queens (The King of Queens) : Li'l Eddie
- 2008 : Friday Night Lights : Morris « Mo » McArnold
- 2008 / 2010 : Entourage : lui-même
- 2011 : Suspect numéro un New York (Prime Suspect) : Député Chef Daniel Costello
- 2012 : Californication : lui-même
- 2014 : The Leftovers : Pete
- 2023 : Painkiller : le vendeur de voitures
- 2025 : The Studio : lui-même

##### Téléfilms
- 1988 : Quiet Victory: The Charlie Wedemeyer Story (en) de Roy Campanella II (en) : Bobby
- 1993 : Seul dans la nuit (A Case for Murder) de Duncan Gibbins (en) : Jack Hemmet
- 1994 : La Rage au corps (en) (Rise and Walk : The Dennis Byrd Story) de Michael Dinner : Dennis Byrd

### Producteur / producteur exécutif
- 2000 : Wonderland (Wonderland) (série télévisée)
- 2006 - 2011 : Friday Night Lights (série télévisée)
- 2007 : PU-239 (The Half Life of Timofey Berezin) de Scott Z. Burns
- 2007 : Une fiancée pas comme les autres (Lars and the Real girl) de Craig Gillespie
- 2009 : Virtuality : Le Voyage du Phaeton (Virtuality) (téléfilm)
- 2009 : 30 for 30 (1 épisode)
- 2009 - 2010 : Trauma (8 épisodes)
- 2011 - 2012 : Suspect numéro un New York (Prime Suspect) (13 épisodes)
- 2012 : Battleship de lui-même
- 2012 : On Freddie Roach (6 épisodes)
- 2012 : The Hill Chris Climbed : The Gridiron Heroes Story de Seth Camillo et Andy Lauer (en)
- 2012 - 2014 : The Fight Game with Jim Lampley (8 épisodes)
- 2013 : Du sang et des larmes (Lone Survivor) de lui-même
- 2013 : Trophy Kids (en) de Chris Bell (en)
- 2013 - 2016 : State of Play (8 épisodes)
- 2014 : Hercule (Hercules) de Brett Ratner
- 2014 - 2017 : The Leftovers (28 épisodes)
- 2015 - 2019 : Ballers (47 épisodes)
- 2016 : Comancheria (Hell or High Water) de David Mackenzie
- 2016 : Tigre et Dragon 2 (Crouching Tiger, Hidden Dragon: Sword of Destiny) de Yuen Woo-ping
- 2016 : Serena de Ryan White (en)
- 2016 : El Púgil d'Angel Manuel Soto (court métrage)
- 2017 : Wind River de Taylor Sheridan
- 2017 : American Jihad d'Alison Ellwood
- 2017 : A Field Between de Rena Mundo Croshere (court métrage)
- 2017 : Uncensored with Michael Ware (8 épisodes)
- 2018 : All or Nothing : Manchester City (en) (16 épisodes)
- 2019 : The Cat and the Moon (en) d'Alex Wolff
- 2019 : Sixth of June d'Henry Roosevelt (court métrage)
- 2019 : Buzz d'Andrew Shea
- 2019 - 2020 : Dare Me (10 épisodes)
- 2020 : Spenser Confidential de lui-même
- 2020 : Iron Sharpens Iron (8 épisodes)
- 2021 : A Man Named Scott (en) de Robert Alexander
- 2021 : Audible : Vaincre sur tous les terrains (Audible) de Matthew Ogens (en) (court métrage)
- 2021 : Chivas : El Rebaño Sagrado (8 épisodes)
- 2022 : Victoria's Secret : Angels and Demons (3 épisodes)
- 2023 : Boys in Blue (4 épisodes)
- 2023 : Player 54 : Chasing the XFL Dream (1 épisode)

### Scénariste
- 1996 - 1997 : Chicago Hope : La Vie à tout prix (Chicago Hope) (2 épisodes)
- 1998 : Very Bad Things de lui-même
- 2000 : Wonderland (1 épisode)
- 2006 - 2011 : Friday Night Lights (75 épisodes)
- 2010 : The Losers de Sylvain White
- 2013 : Du sang et des larmes (Lone Survivor) de lui-même
- 2016 : Traque à Boston (Patriots Day) de lui-même